# Журмани

шляхетський і дворянський герб родів Шеліга

Журмани — козацький рід, що користувався шляхетським і дворянським гербом Шеліга. Рід походить із Стародубщини.

## Рід
I
- Андрій Журман (?—?)

II
- Журман (Зурман, Турченко, Турчиненко) Дмитро Андрійович (? — 1714) — осавул Стародубського полку (1669—1672 рр.), сотник Першої Стародубської сотні (1676—1678 рр.), обозний Стародубського полку (1688—1702 рр.), наказний стародубський полковник під час Північної війни (1704—1706, 1708 рр.)

III
- Журман Матвій Дмитрович (? — раніше 1714) — військовий товариш Стародубського полку (1700).

IV
- Журман Василь Матвійович (? — 1729) — військовий товариш Стародубського полку (1710 рр.), значний військовий товариш Стародубського полку (1718—1724 рр.), значковий товариш Стародубського полку (1723 р.).

+ Губчиц Єфросинія Іванівна, донька почепського сотника
- Михайло — козак,
- Григорій — козак,
- Іван — козак

V
- Журман Ілля Васильович (бл. 1720—1783) — Генеральний суддя (1756—1781 рр.) Глухівського періоду в історії України, перший губернатор Новгород-Сіверського намісництва (1782—1783 рр.).

+ Стрешенцова Агафія (Гафія) Давидівна, донька бунчукового товариша.
У них не було дітей. Тому старшинський рід Журманів у кінці 18 століття згас. Однак козаки Журмани його продовжуавали й надалі.